# Poviglio
Poviglio es un municipio situado en el territorio de la provincia de Reggio Emilia, en Emilia-Romaña (Italia). 

## Demografía
| Gráfica de evolución demográfica de Poviglio entre 1861 y 2001 |
|                                                                |
| Fuente ISTAT - elaboración gráfica de Wikipedia                |